# Foster-Nunatak
Der Foster-Nunatak ist ein hufeisenförmiger und küstennaher Nunatak im ostantarktischen Mac-Robertson-Land. Im südlichen Abschnitt der Manning-Nunatakker ragt er an der Ostflanke des Amery-Schelfeises auf.
Luftaufnahmen dieses und der benachbarten Nunatakker entstanden bei der US-amerikanischen Operation Highjump (1946–1947) und 1957 im Rahmen der Australian National Antarctic Research Expeditions (ANARE). Teilnehmer einer sowjetischen Antarktisexpedition besuchten sie im Jahr 1965. Gleiches gilt für eine ANARE-Mannschaft im Jahr 1969, deren eigentliches Zielgebiet die Prince Charles Mountains waren. Das Antarctic Names Committee of Australia benannte den hier beschriebenen Nunatak nach Allan Lawrence Foster (* 1944), Elektroingenieur auf der Mawson-Station im Jahr 1970, der im Januar desselben Jahres an einer glaziologischen Erkundung des Amery-Schelfeises teilgenommen hatte.